# 부정수표 단속법
부정수표단속법이란 부정수표 등의 발행을 단속·처벌함으로써 국민의 경제생활의 안전과 유통증권인 수표의 기능을 보장함을 목적으로 제정된 법률이다. 전문(全文) 7조 부칙으로 구성되어 있다. 동법에서는
1. 가설인(假設人)의 명의로 수표를 발행하는 행위,
2. 금융기관에 수표계약없이 수표를 발행하거나 금융기관으로부터 거래정지처분을 받고도 수표를 발행하는 행위,
3. 등록된 것과 상위한 서명 또는 기명날인으로 수표를 발행하는 행위,
4. 수표를 발행하거나 작성한 자가 수표를 발행한 후에 예금부족·거래정지처분이나 수표계약의 해제 또는 해지로 인하여 제시기일에 지급되지 아니하게 한 자는 5년 이하의 징역 또는 수표금액의 10배 이하의 벌금에 처한다고 규정하고 있다[1]. 발행인이 법인 기타의 단체일 때에는 그 수표에 기재된 대표자 또는 작성자를 처벌하며 당해 법인·단체는 상기한 벌금이 부과된다. 대리인이 수표를 발행한 경우에는 본인을 처벌하는 외에 대리인도 처벌한다.

## 판례

### 타인을 도구로 위조를 고발하여 무고죄 성립
- 피고인이 위조수표에 대한 부정수표단속법 제7조의 고발의무가 있는 은행원을 도구로 이용하여 수사기관에 고발을 하게 하고, 이어 수사기관에 대하여 특정인을 위조자로 지목한 경우, 이는 사법경찰관의 질문에 답변으로 한 것이라 할지라도 자발성이 인정되어 무고죄가 성립한다.[2]

### 제2조의 적용범위
- 국내수표의 경우에 발행지기재의 요건이 흠결된 수표는 (발행지를 백지로 발행하였다가 보충함이 없이 지급제시된 경우 포함) 소표법상은 유효하다할 수 없으나 실제상 부정수표단속법이 보호하고자 하는 유통적 기능을 가지므로 부정수표단속법 제2조 제1항의 적용대상에 포함된다고 보는 것이 타당하다.[3]
- 수표의 발행일란의 발행년월일 중 월의 기재가 없는 수표는 발행일의 기재가 없는 수표로 볼 수 밖에 없고 이러한 수표는 수표법 소정의 지급제시기간내에 제시되었는지의 여부를 확정할 길이 없으므로 부정수표단속법 제2조 제2항 소정의 구성요건을 충족하지 못하는 것이다.[4]
- 당좌수표를 지급제시하여 지급거절문구가 기재된 후 지급제시인이 지급은행과의 합의하에 지급거절문구를 삭제하고 반환받아 다시 지급제시한 경우, 위 수표는 부정수표단속법 제2조 제2항의 수표에 해당한다고 한 사례이다.[5]
- 수표법상 발행, 배서, 보증, 지급보증 등 이른바 수표행위를 함에 있어서는 기명날인을 그 요건으로 하고 여기서 말하는 기명날인에는 무인을 포함하지 아니하나 위와 같은 수표행위와 수표문언의 사후 정정행위와는 서로 구별되는 것으로서, 이미 기명날인의 요건을 갖추어 적법하게 발행된 수표의 발행일자나 액면 등을 정정하는 경우에도 반드시 정정하는 곳에 기명날인이나 또는 날인을 하여야만 그 정정행위가 유효한 것이라고 볼 수는 없고, 한편 부정수표단속법의 입법목적은 국민의 경제생활의 안정과 유통증권인 수표의 기능을 보장하고자 함에 있으므로 수표법상 유효한 수표가 아닌 경우에도 실제로 유통증권으로서의 기능에 아무런 영향이 없이 유통되고 있는 것이라면 이는 부정수표단속법 제2조 제2항의 적용대상에서 제외될 수 없다.[6]

### 제2조 제1항의 사안
- 거래은행으로부터 거래정지 처분을 받은 후 수표를 발행한 이상 이는 부정수표단속법 제2조 제1항 제2호에 해당하는 범죄를 구성하고, 비록 수표가 수표법상 유효하다고 할 수 없다러도 수표가 갖는 유통증권으로서의 실제적 기능에는 아무런 영향이 없으므로 수표를 피해자와의 채권채무를 확인하기 위한 증표로 발행하였더라도 그것만으로는 그 죄책을 면할 수 없다.

### 제2조 제2항의 사안

##### 범의
- 부정수표단속법 제2조 제2항 위반의 죄는 예금부족 등으로 인하여 제시일에 지급되지 아니할 것이라는 결과발생을 예견하고 발행인이 수표를 발행할 때에 성립하고, 그 예견은 미필적이라 하더라도 영향이 없으며, 기타 지급제시를 하지 않는다는 특약이나 수표를 발행하게 된 경위 또는 지급하지 못하게 된 경위 등에 대내적 사유가 있다는 사정만으로 부정수표발행의 죄책을 면할 수 없고, 다만 발행인이 그와 같은 결과발생을 예견하지 아니하였거나 특별한 사정이 있어 수표가 지급제시되지 않으리라고 믿고 있었고 그와 같은 믿음이 정당한 것으로 수긍되는 예외적인 경우에 부정수표발행의 죄책을 면할 수 있을 뿐이다[7].

- 형식상 대표이사로서 은행과 수표계약을 체결한 사람이 단지 명의대여자로서 회사의 경영에 전혀 관여하지 아니하였다고 하더라도 여러 사정에 비추어 수표 발행 당시 제시일에 지급되지 않을 가능성이 있음을 예견할 수 있었다고 보아 수표 발행에 따른 부정수표단속법 위반죄의 책임을 면할 수 없다[8]

- 피고인 개인의 채무를 담보하기 위하여 백지수표를 발행한 후 그 채무를 모두 변제하였으나 수표를 반환받지 못한 상태에서 수표소지인이 피고인이 연대보증한 회사의 채무를 변제받기 위하여 수표를 지급제시한 경우, 피고인에 대하여 부정수표단속법 제2조 제2항 위반의 책임을 물을 수 없다[9]

- 수표를 견질용으로 발행하면서 다른 담보를 충분히 제공하고 원인채무를 변제하였는데 소지인이 반환의무에 위배하여 지급제시한 경우 발행인에게 위 법조항 위반의 책임을 물을 수 없다[10]

- 부정수표단속법 제2조 제2항의 위반죄는 예금부족으로 인하여 제시일에 지급되지 아니할 것이라는 결과발생을 예견하고 발행인이 수표를 발행한 때에 성립하는 것이므로 수표금액에 상당한 예금이나 수표금지급을 위한 당좌예금의 명확한 확보책도 없이 수표를 발행하여 제시기일에 지급되지 아니한 결과를 발생케 하였다면 동 조항 위반의 죄에 해당한다.[11]

- 수표가 피고인의 의사에 의하여 발행되어 거래의 유통에 제공된 이상, 수표의 할인을 의뢰하였는데 의뢰를 받은 자가 이를 타에 유통시키고 할인금을 교부하지 아니함으로써 결국 부도가 발생하게 된 것이라고 하더라도 인적항변사유에 불과한 위 사정의 존부 여하에 따라 위 수표의 대외적 효력에 어떠한 영향을 미치는 것이 아니므로 피고인은 위 수표가 지급되지 아니한 데에 대하여 책임을 면할 수 없다.[12]

- 87도2127: 수표가 제시기일에 지급되지 아니하고 부도가 된 이상 설사 그 수표가 타인의 기망에 의하여 발행된 것이라 하더라도 수표발행인으로서는 부정수표단속법 제2조 제2항의 죄책을 면할 수 없다.

- 73도3445: 선일자수표를 소지인이 특약에 반하여 그 발행일자 도래전에 제시한 경우 예금부족으로 지급되지 아니하면 부도수표단속법상의 부정수표로 보아야 한다.

##### 기수시기
- 2003도3394: 부정수표단속법 제2조 제2항 위반의 범죄는 예금부족으로 인하여 제시일에 지급되지 아니할 것이라는 결과 발생을 예견하고 발행인이 수표를 발행한 때에 바로 성립하는 것이고 수표소지인이 발행일자를 보충기재하여 제시하고 그 제시일에 수표금의 지급이 거절된 때에 범죄가 성립하는 것은 아니다.